# 弗赖翁广场

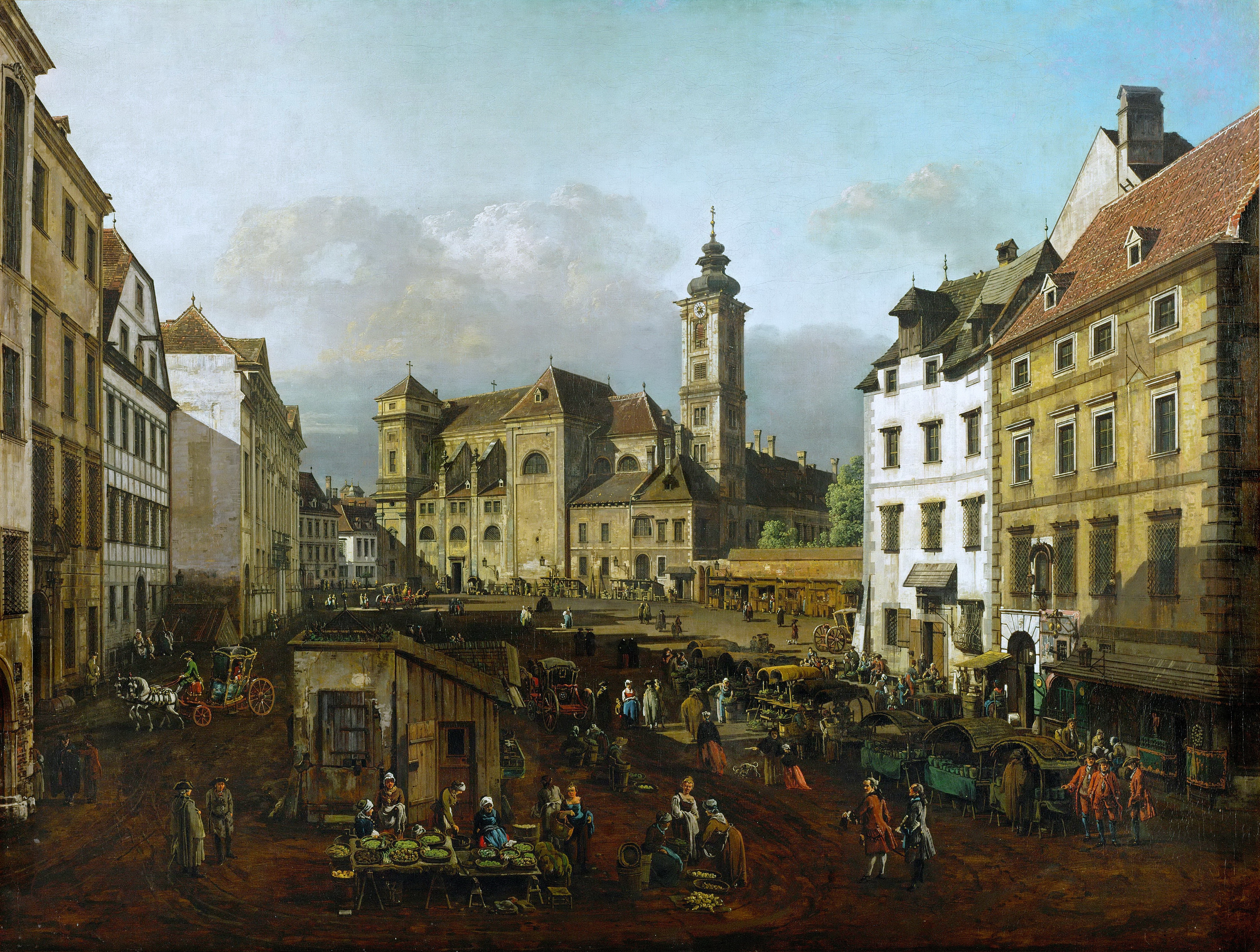
弗赖翁广场，1758年

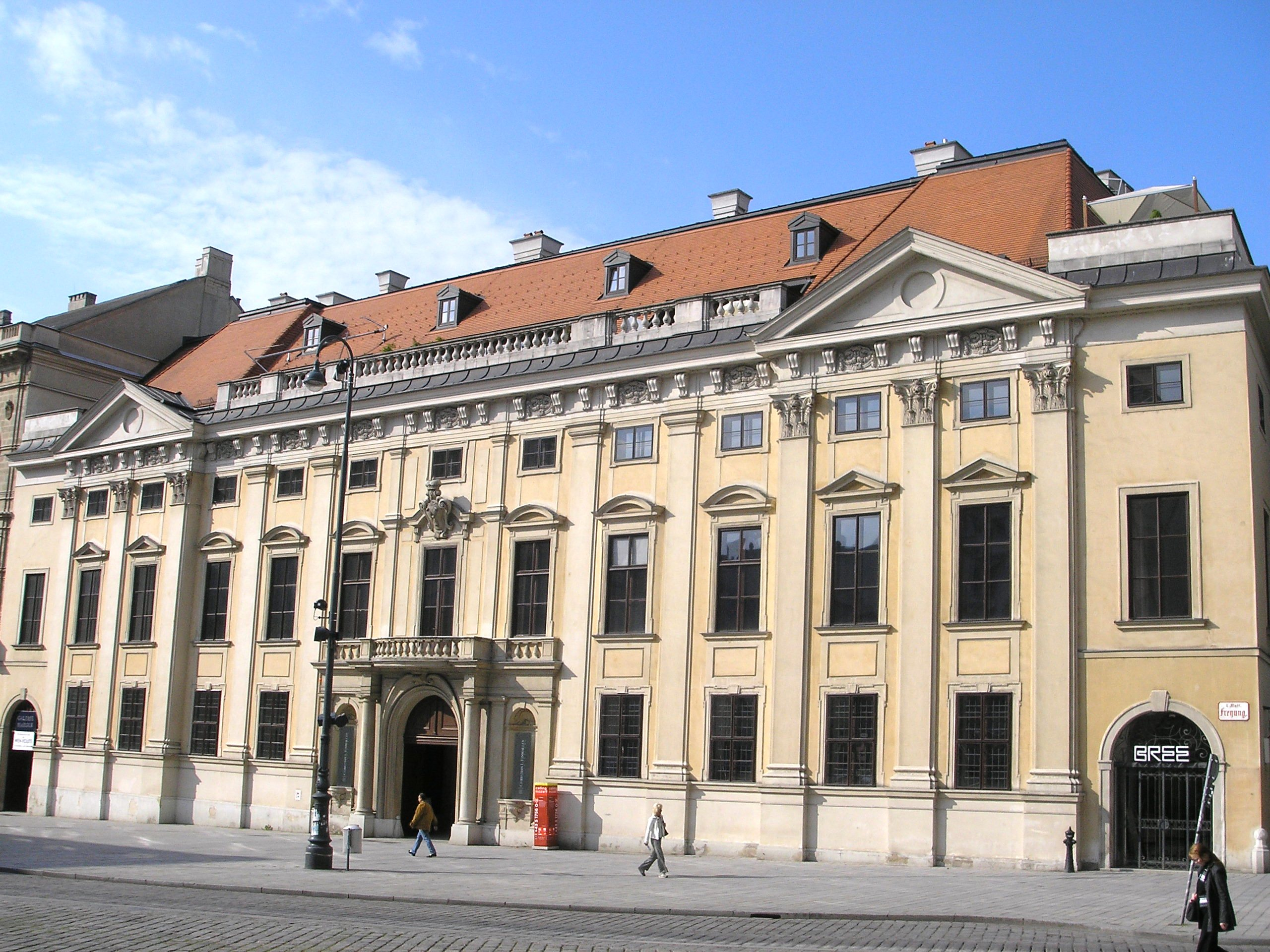
弗赖翁广场3号

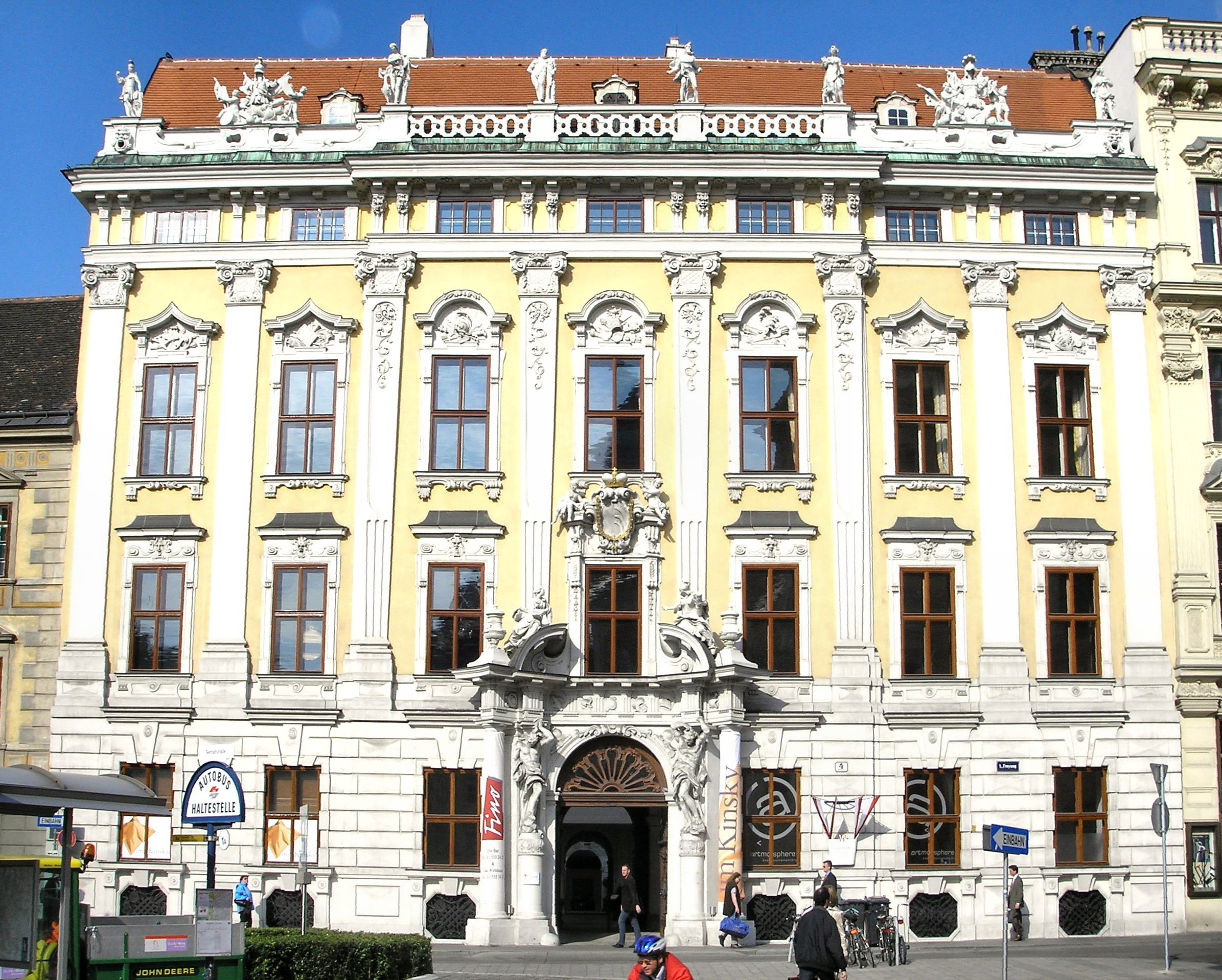
弗赖翁广场4号

弗赖翁广场（Freyung）是奥地利首都维也纳的一个三角形广场，位于内城（第一区）。

## 历史
这个广场最初位于古罗马堡垒Vindabona城墙以外，在12世纪，奥地利公爵亨利二世邀请爱尔兰僧侣来此修建了“苏格兰修道院”（Schottenkloster），因为当时爱尔兰被称为“新苏格兰”。修道院周围的广场也称为苏格兰广场。“弗赖翁”这个名称源于古代德语词汇“frey”，意为自由。这是因为修道院拥有不受公爵管理的特权，还能保护逃亡者。1773年，其侧又新建小修道院，因其形状被称为鞋盒房子（Schubladkastenhaus）。
弗赖翁广场成为重要的市场，各种各样的街头艺术家以表演为生。其中一种表演是“维也纳小丑”（Wiener Hanswurst）。
由于霍夫堡皇宫距此不远，在17世纪和18世纪，许多奥地利贵族在广场上和附近的Herrengasse兴建他们的城市住所。
1856年，拆除了弗赖翁广场和毗邻的Am Hof广场之间的房屋，以加宽街道。19世纪后期，银行和其他金融机构也迁来此处设立总部。
此外，在1844-1846年，在广场中间设置了奥地利喷泉，以纪念奥地利皇帝斐迪南一世。

## 琐事
- 1772年以来，每年冬季在此举行圣诞市场。